# 日本行動療法学会
一般社団法人日本行動療法学会（にほんこうどうりょうほうがっかい、英語名 Japanese Association of Behavior Therapy）は、行動療法に関する研究促進・普及をはかることを目的に設立された学会。
事務局を宮崎県宮崎市学園木花台西1-1国立大学法人宮崎大学大学院教育学研究科小野研究室内に置いている。

## 活動
- 年次大会の開催、機関誌の発行、研修会の開催、資格認定（「認定行動療法士」及び「専門行動療法士」の認定）、地方会・講習会の開催、国際交流など[1]。

## 機関誌
- 『行動療法研究』(Japanese Journal of Behavior Therapy）年3回